# Anat-her
Anat-her (cũng là 'Anat-Har) có thể là vị vua đầu tiên của vương triều thứ 16, ông đã trị vì một vài vùng đất của Hạ Ai Cập trong thời kỳ Chuyển tiếp thứ Hai như là một chư hầu của các vị vua Hyksos thuộc vương triều thứ 15. Tuy nhiên, giả thuyết này lại không được thừa nhận với việc các nhà Ai Cập học như Kim Ryholt và Darrel Baker cho rằng 'Anat-Har đã là một thủ lĩnh người Canaan sống cùng thời với vương triều thứ 12 hùng mạnh. Những người khác như là Nicholas Geoffrey Lempriere Hammond cho rằng ông là một vị hoàng tử thuộc vương triều thứ 15. Tên 'Anat-Har" có nghĩa là Anat hài lòng" và nhắc đến nữ thần Anat của người Semit, điều này cho thấy ông có nguồn gốc Canaan.

## Chứng thực
'Anat-Har được chứng thực bởi hai con dấu bọ hung, một trong số đó được làm từ đá steatite và có thể có nguồn gốc từ Bubastis ở vùng châu thổ sông Nile. 'Anat-Har không được ghi lại trong cuộn giấy cói Turin, một bản danh sách vua được biên soạn vào thời đại Ramesses và giữ vai trò như là nguồn lịch sử chính cho các vị vua thuộc thời kỳ Chuyển tiếp thứ Hai.

## Vua, hoàng tử hay thủ lĩnh

### Vua
Các con dấu ghi lại tên của 'Anat-Har cùng với tước hiệu Heka-chasut, "Vua của những vùng đất ngoại bang", tước hiệu được sử dụng bởi các vị vua Hyskos đầu tiên. Mặt khác, Jürgen von Beckerath đề xuất rằng 'Anat-Har là một thành viên của vương triều thứ 16 và là một chư hầu của các vị vua Hyksos thuộc vương triều thứ 15. Tuy nhiên, việc giải thích vương triều thứ 16 như là tập hợp các chư hầu của người Hyksos lại đang được tranh luận, đối lập với quan điểm này một số nhà Ai Cập học bao gồm Ryholt, Darrell Baker và Janine Bourriau tin rằng vương triều thứ 16 đã cai trị một vương quốc Thebes độc lập vào khoảng năm 1650–1580 TCN

### Hoàng tử
Những con dấu trực tiếp cho tên 'Anat-Har lại không được tìm thấy bên trong một đồ hình và do đó không có bằng chứng cho thấy ông đã trị vì như là pharaon. Do vậy, Nicholas Geoffrey Lempriere Hammond đề xuất rằng ông đơn giản chỉ là một vị hoàng tử người Hyksos phục tùng uy quyền của vương triều thứ 15 tại Avaris

### Thủ lĩnh
Tiếp theo việc không có đồ hình, Kim Ryholt còn lập luận rằng 'Anat-Har chưa bao giờ cai trị như là một vị vua của Hạ Ai Cập. Hơn nữa, Ryholt chỉ ra rằng kiểu mẫu và cách trang trí của những con dấu thuộc về 'Anat-Har' lại mang những đặc trưng của các con dấu được tạo ra dưới thời vương triều thứ 12. Vì vậy Ryholt lập luận rằng 'Anat-Har là một thủ lĩnh người Canaan sống cùng thời với vương triều này và có thể đã có các mối quan hệ thương mại với Ai Cập. Theo Ryholt thì tước hiệu Heka-chasut, vốn gây nên tranh cãi chính cho việc xác định niên đại dành cho vương triều thứ 15 cũng còn được tìm thấy trên các con dấu của vương triều thứ 12 và 14, do đó nó không thể được sử dụng để xác định niên đại một cách chính xác đối với 'Anat-Har.